# Clermontia paradisia
Clermontia paradisia är en klockväxtart som beskrevs av Franz Elfried Wimmer. Clermontia paradisia ingår i släktet Clermontia, och familjen klockväxter. Inga underarter finns listade i Catalogue of Life.